# Man Man
Man Man ist eine US-amerikanische experimentelle Rockband aus Philadelphia, Pennsylvania. Man Man sind bekannt für ihre ausgelassenen Konzerte. Während des Auftritts sind die Mitglieder meist einheitlich weiß gekleidet und mit Kriegsbemalung bemalt.
Die Band nutzt Pseudonyme – der Frontmann ist Honus Honus und die anderen Mitglieder Pow Pow, Chang Wang, Turkey Moth und Jefferson.
Man Man verwenden viele Instrumente, meistens steht im Mittelpunkt jedoch das Klavier des Sängers und Texters Honus Honus. Im Studio spielt Honus gewöhnlich ein Klavier, auf der Bühne ein Fender Rhodes oder einen Nord Electro 3-Synthesizer. Zum Instrumentarium gehören außerdem Clavinet, Moog Little Phatty, Sousaphon, Saxophon, Trompete, Waldhorn, Flöte, Bassklarinette, Schlagzeug, Euphonium, Fender Jazz Bass, Danelectro Baritongitarre, Xylophon, Marimbaphon, Melodica und diverse Schlaginstrumente, inklusive Töpfe, Pfannen, Kinderspielzeuge, chinesische Beerdigungshörner, Löffel, zerbrochenes Geschirr und Feuerwerk.

## Geschichte
Man Man veröffentlichten ihr Debütalbum The Man in a Blue Turban with a Face im Winter 2004 bei Ace Fu Records. Ihre erste Tournee folgte jedoch erst mit dem Nachfolge-Album Six Demon Bag aus dem Jahr 2006, welches gute Kritiken erhielt.
Im Jahr 2007 waren sie bei mehreren Auftritten während der US-Tour die Vorband für Modest Mouse und erhielten dadurch weitere Aufmerksamkeit. Kurz danach begann Nike eine Serie von Werbevideos mit Rainn Wilson zu zeigen, die mit Man Mans 10 lb Mustache vertont waren. Dieser Song, sowie Feathers und Engwish Bwudd, lief in der Serie Weeds. Man Man nahmen zudem eine Coverversion von Little Boxes für das Intro der Folge auf.
Das dritte Studioalbum Rabbit Habits erschien bei ANTI-Records im April 2008, unterstützt von einer Nordamerikatournee mit Yeasayer und Tim Fite. Die Band trat im selben Jahr bei verschiedenen Festivals auf, darunter Voodoo Experience, Coachella Valley Music and Arts Festival, All Tomorrow’s Parties in Camber Sands (East Sussex), San Miguel Primavera Sound in Barcelona und Meredith Music Festival in Australien.
Ihr viertes Album Life Fantastic nahmen sie zusammen mit dem Produzenten Mike Mogis (von Bright Eyes und Monsters of Folk) in Omaha, Nebraska auf. Es erschien am 10. Mai 2011. Das Album wurde bereits während der begleitenden Tour verkauft und zum kostenlosen Anhören bei SoundCloud freigegeben.

## Trivia
Der Titel des Albums Six Demon Bag ist eine Anspielung auf den Film Big Trouble in Little China.
Bevor die Band sich auf den Namen Man Man einigte, hieß sie Gamelon und kurzzeitig Magic Blood.
Honus Honus hat ein Album mit Nicholas Thorburn (Islands, The Unicorns) und Joe Plummer (Modest Mouse, The Shins) unter dem Namen Mister Heavenly aufgenommen.

## Diskografie

### Studioalben
- The Man in a Blue Turban with a Face (2004)
- Six Demon Bag (2006)
- Rabbit Habits (2008)
- Life Fantastic (2011)
- On Oni Pond (2013)
- Dream Hunting in the Valley of the In-Between (2020)
- Carrot On Strings (2024)

### EPs
- Man Man EP (2004)
- Little Torments 7" (2008)